# Lodowy smok
Lodowy smok (ang. The Ice Dragon) – amerykańska powieść fantasy dla dzieci autorstwa George’a R.R. Martina. Pierwotnie ukazała się w 1980 w antologii Dragons of Light, wydanej przez Ace Books. Tekst ilustrowała Alicia Austin. W 1987 pojawiła się w zbiorze Portraits of His Children, gdzie stroną wizualną zajęli się Val Lakey Lindahn oraz Ron Lindahn. W kolejnych latach tekst doczekał się kolejnych ilustracji. W 2007 zajęła się nimi Yvonne Gilbert, a w 2014 Luis Royo.
Polska edycja ukazała się po raz pierwszy w 2011 nakładem wydawnictwa Zysk i S-ka. Książkę tłumaczył Michał Jakuszewski. Ilustrowane wznowienie ukazało się w listopadzie 2019.

## Odbiór
W 2014 roku książka zadebiutowała na liście bestsellerów New York Timesa, zajmując piąte miejsce w kategorii Young Adult.

### Nagrody
Tekst, przetłumaczony jako El dragón de hielo w 2004 zdobył w Hiszpanii nagrodę Premio Ignotus za najlepiej przetłumaczone opowiadanie zagraniczne. W 2005 w Japonii został nominowany do Nagrody Seiun za najlepiej przetłumaczone opowiadanie.

## Fabuła
Powieść opowiada historię młodej dziewczyny, Adary, która zaprzyjaźniła się z lodowym smokiem po śmierci swojej matki.
Na swoim blogu autor stwierdził, że historia nie jest osadzona w tym samym świecie, co jego cykl Pieśń lodu i ognia, uznając, że tamten świat jeszcze nie istniał, gdy pisał Lodowego Smoka. Mimo to w mediach pojawiły się informacje, że akcja powieści rozgrywa się w Westeros.

## Ekranizacja
23 maja 2018 Warner Animation Group zakupiło prawa do nakręcenia pełnometrażowego filmu animowanego opartego na książce. Georgre R.R. Martin miał zająć się produkcją i kierownictwem przedsięwzięcia, a Vince Geradis miał zostać producentem wykonawczym.